# J. Chalmers Doane
J. Chalmers Doane, né le 3 novembre 1938 en Nouvelle-Écosse (Canada) est musicien canadien d'ukulélé et de contrebasse. Il est aussi un acteur important dans l'éducation musicale au Canada. Il a écrit plusieurs méthodes d'apprentissage de la musique par le ukulélé qu'il considère comme idéal pour commencer.

## Biographie
En 1961, il est diplômé au Nova Scotia College.
En 1966, il reçoit un B. Mus. Ed. à l'université de Boston.
De 1967 à 1985, il supervise l'apprentissage de la musique dans le système scolaire d'Halifax en tant que directeur de l'éducation musicale et s'implique aussi en tant que professeur.
En 1984, il devint professeur adj. au Nova Scotia Teachers' College.
Il crée le Chalmers Doane Trio, avec les musiciens Patrick Ellis, Rick Hiltz, Sue McCulloch et Harland Suttis.
Le 8 février 2005, il devient membre de l'Ordre du Canada.

## Discographie
- Live At The Soho Kitchen, 2001
- Vol II Farm Sessions, 2006